# メチルフルオロホスホニルコリン
メチルフルオロホスホニルコリン（Methylfluorophosphonylcholine）は、G剤の神経剤に関連する猛毒の有機化合物。